# MTV Europe Music Awards 1995
Die MTV Europe Music Awards 1995 wurden am 23. November 1995 im Zénith in der französischen Hauptstadt Paris verliehen. Die Show wurde vom französischen Modeschöpfer Jean Paul Gaultier moderiert. Am häufigsten nominiert waren Bon Jovi (dreimal) sowie Green Day, Michael Jackson, R.E.M. und The Offspring (jeweils zweimal).

## Sieger und Nominierte
| Kategorie            | Gewinner                                           | Nominierte                                                                                               |
| -------------------- | -------------------------------------------------- | --- |
| Best Group           | U2                                                 | Blur Bon Jovi Green Day R.E.M.                                                                           |
| Best Male            | Michael Jackson                                    | Dr. Dre Scatman John Lenny Kravitz Neil Young                                                            |
| Best Female          | Björk                                              | Sheryl Crow PJ Harvey Janet Jackson Madonna                                                              |
| Breakthrough Artist  | Dog Eat Dog                                        | H-Blockx Alanis Morissette Portishead Weezer                                                             |
| Best Live Act        | Take That                                          | Bon Jovi The Prodigy R.E.M. The Rolling Stones                                                           |
| Best Rock            | Bon Jovi                                           | Green Day Oasis The Offspring Therapy?                                                                   |
| Best Dance           | East 17                                            | Ini Kamoze La Bouche Moby Sin with Sebastian                                                             |
| Best Song            | The Cranberries – Zombie                           | Michael Jackson – You Are Not Alone The Offspring – Self Esteem Seal – Kiss from a Rose TLC – Waterfalls |
| Best Director        | Massive Attack – Protection (Regie: Michel Gondry) | |
| Free Your Mind Award | Greenpeace                                         | |